# Óbudai református templom
Az óbudai református templom Budapest III. kerületében, a Kálvin köz 4. szám alatt található szakrális építmény, Budapest legrégibb, ma is álló kálvinista imaháza. A középkori óbudai királyi vár romjain emelt, 1786. augusztus 27-én felszentelt copf stílusú templom a Budapest-Óbudai Református Egyházközséghez tartozik.

## Története
A reformáció hatása korán eljutott Óbudára, ahol már 1566-ban gyülekezet szerveződött Szováthi Gáspár prédikátor vezetésével.
A 17. század végéig a helység eredeti lakosai református magyarok voltak, akik a város egyetlen templomát, a korábban nekik adományozott mai Szent Péter és Pál főplébánia templom elődjét használták a török hódoltság egész tartama alatt. 1698-ban Óbuda akkori földesura, ifjabb Zichy István, több mint ötven német katolikus családot költöztetett a városba, akik részére visszavette a templomot a kálvinistáktól.
Az ellenreformáció alatt a kálvinisták gyakorolhatták ugyan vallásukat, de templomuk nem lehetett, prédikátort nem tarthattak. Az istentiszteletet egy módos jobbágy, Madarassy Gergely telkén, félig földalatti romos épületben tartották, amelyet észak felől lehetett megközelíteni egy hosszú teleknyélen. Az 1740-es években engedélyt kaptak egy szerény méretű, mindössze 13 négyszögöles oratórium építésére. 1777-ben kérvényezték az időközben megroggyant és kinőtt épület nagyobbítását, eredménytelenül.
II. József 1781-es türelmi rendeletét követően a gyülekezet 1783. december 20-án kapott engedélyt egy új templom építésére az oratórium helyén. Az építés során felhasználták a még meglévő középkori falmaradványokat is. Az alapkőletételre 1785. május 18-án, az akkor még torony nélküli templom felszentelésére pedig 1786. augusztus 27-én került sor, és még abban az évben elkészült a belső berendezés is. 1788-ban a homlokzat elé húzták fel a tornyot, amelybe még abban az évben megvették az első harangot, majd egy évvel később a másodikat.
Az 1838-as árvíz mintegy 2 méter magasan öntötte el a templomot, komoly károkat okozva. A reformkor és az iparosodás hatására jelentősen fejlődő település gyülekezete is tovább gyarapodott: 1848-ban orgonát építtettek, 1853-ban pedig az 1791-es régi helyett egy új iskolaépületet emeltek. A templomtorony sisakja 1878-ban készült. Az 1796-ban épült parókiát 1908-1909-ben Kós Károly 1904-ben készített terveivel és felügyeletével újjáépítették, azonban az épületet a két világháború között gyülekezeti terem és irodai célokat szolgáló helyiségek kialakítása miatt átalakították, megbontva az eredeti épületegyüttes szépségét.

## Az épület
A szabadon álló épület egytornyos copf stílusú homlokzattal, osztatlan, egyhajós belsőtérrel rendelkezik. Főbejárata kelet felől, a homlokzat elé utólag épített tornyon keresztül nyílik. Belseje egyszerű, síkmennyezetes, tagolatlan oldalfalakkal, körülfutó kis belső párkánnyal, kétoldalt három-három modern rajzolatú ólombetétes, színes üvegű ablakkal. A bejárat felett két oszloppal megerősített, széles karzat van. Vele szemben található a toszkán oszlopokon nyugvó hármas kosárívű árkáddal alátámasztott, tömör mellvédű karzat, az ifj. Országh Sándor által 1899-ben épített, 1926-ban átépített és 2012-ben teljesen felújított orgonával. Az északi oldal közepén van az oldalbejárat a parókia felől.
A liturgia szerinti főhelyen, a déli oldal közepén áll a festett fából készült, finoman faragott mellvédű, copf-stílusú baldachinos szószék a füzéres faragott díszű hangvetővel – mindkettő a templom építésének idejéből származik. A felvezető lépcső előtt kis emelvényen az úrasztala, klasszicizáló, karcsú balusztrádos úrasztal-korláttal. A padokon eredeti kovácsoltvas gyertyatartók vannak.
A nyolcszögű hagymakupolás toronysisakkal lezárt templomtornyon színes, tűzzománcozott, aranyozott toronyóra látható. A toronyban két harang ül, a nagyobbik 181 kg (a bevésés szerint 323 fontos, 1789-ben öntött hangszer Budapest legrégebbi református harangja), a kisebbik 95 kg tömegű (1933); a legnagyobb, 300 kg-os harangját, melyet az első világháború alatt elrekviráltak, nem öntötték újjá.
A templom műemléki védelem alatt áll; törzsszáma: 15227, KÖH azonosító: 350.